# Goluchowski (Adelsgeschlecht)

Wappen der Familie Goluchowski

Die Familie Goluchowski (auch: Gołuchowski) war ein österreichisches Adelsgeschlecht. 

## Geschichte
Nach Gotha kommt die Familie aus dem königlich polnischen Adel der Woiwodschaft Kalisch. Nach dem Galizien 1772 an Österreich kam, erhielt Joseph Vinzenz von Goluchowski 1783 die Anerkennung als österreichischer Graf.
Es besaß einige Herrschaften in Galizien: Skala, Alt-Skala, Iwankow, Losiacz, Gusztynck, Berezanka und Snikow im Kreis Czortkow. Das Geschlecht hatte einen Sitz im österreichischen Herrenhaus.

## Persönlichkeiten
Zu den Mitgliedern der Familie gehören:
- Abraham Goluchowski († 1693), Diplomat Gesandter Polens in Schweden[1]
- Agenor Gołuchowski der Ältere (1812–1875), österreichischer Minister und Statthalter von Galizien
- Agenor Gołuchowski der Jüngere (1849–1921), Außenminister Österreich-Ungarns von 1895 bis 1906

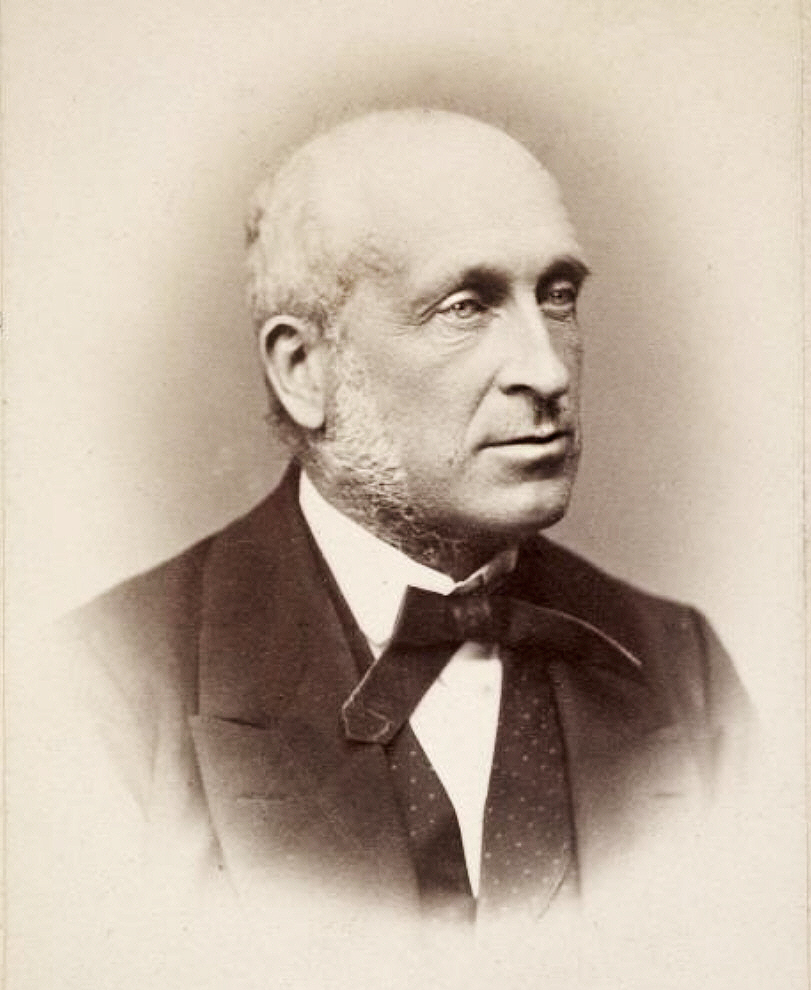
Agenor Gołuchowski der Ältere (1812–1875)
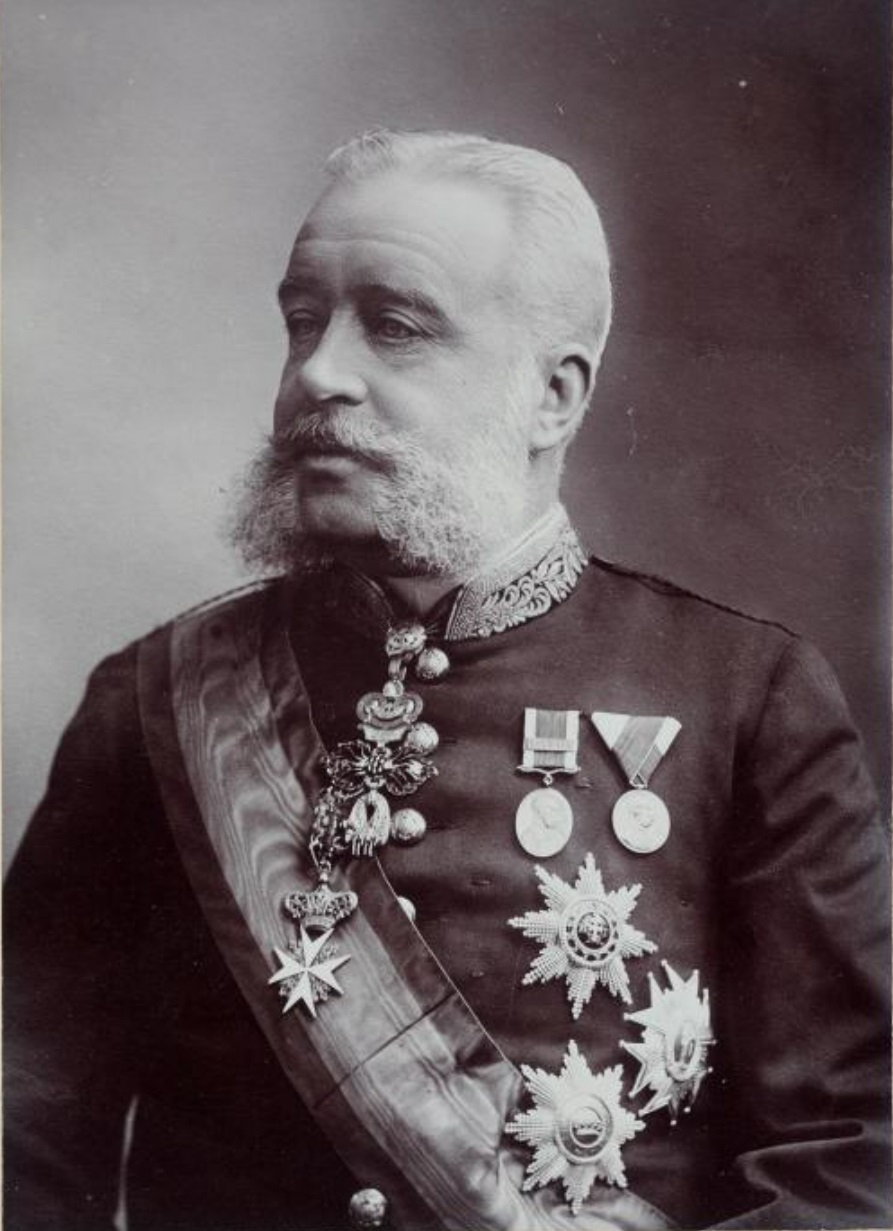
Agenor Gołuchowski der Jüngere (1849–1921)

## Wappen
Das Wappen hat einen quergeteilten Schild; oben in Gold der kaiserliche Adler mit der Kaiserkrone, in der rechten Klaue Zepter und Schwert, in der linken den Reichsapfel, auf der Brust in Gold die Buchstaben J. II. Unten in Blau ein goldener mit Hörnern nach oben gekehrter Halbmond, über welchem ein goldener sechsstrahliger Stern schwebt (Wappengemeinschaft Leliwa). Den Schild deckt die Grafenkrone, über welcher sich ein gekrönter Helm erhebt. Dieser trägt einen Pfauenschweif von fünf Federn, welcher mit dem Halbmonde und dem Stern der unteren Schildhälfte belegt ist.